# Verreries Carpentier-Mancel
La verrerie de Carpentier-Mancel à Saint-Martin-au-Laërt dans le département du Pas-de-Calais est autorisée par décret royal le 5 février 1823 pour une verrerie à bouteilles composée d'un four à 8 creusets au profit de Charles Carpentier-Mancel
Une ordonnance, du 5 septembre 1835, autorisera Carpentier-Mancel à établir un second four de verrerie à bouteilles à Arques qui deviendra Arc International.

## Un peu d'Histoire
Autorisée par décret royal le 5 février 1823 se fonde à Saint-Martin-au-Laërt  une verrerie à bouteilles  composée d'un four à 8 creusets au profit de Charles Carpentier-Mancel
Saint-Omer avec son réseau fluvial pour la logistique et ses forêts pour l'énergie permettent l'installation de verreries comme à Saint-Martin-au-Laërt en 1823 puis à Arques en 1825.
De son côté en 1825, Alexandre des Lyons de Noircarme (né le 2/5/1786 à Saint-Omer; décès 13/6/1864 Saint-Omer) fonde, à Arques, la Verrerie des sept écluses  sur le canal de Neufossé près de l'ascenseur à bateaux des Fontinettes. Hyppolite des Lyons de Noircame, lui dépose un brevet d'invention  « le 31 août 1825 pour des procédés de fabrication de cristaux nuancés imitant l'agate, différents marbres et pierres veinées », brevet pour dix ans
Par acte du 29 mars 1826, M. des Lyons vend « cette usine de second ordre » à M. Carpentier-Mancel, maître verrier, déjà installé à Saint-Martin-au-Laërt et également juge au tribunal de commerce de Boulogne-sur-Mer
Finalement les deux verreries furent mises en la possession de la société Chartier-Carpentier-Mancel et Vve Dupouy. Chartier était le frère de Prosper Chartier. Les deux verreries qui n'en faisaient plus qu'une furent exploitées par cette société sous la direction de Carpentier-Mancel
Une ordonnance, du 5 septembre 1835, autorise Carpentier-Mancel à établir un second four de verrerie à bouteilles à Arques,
Le 3 juillet 1853, la verrerie d'Arcques est reprise par Messieurs Allard et Ladey. Elle est endommagée par un incendie en juillet 1856 qui provoque l'effondrement des toits. Reconstruite, la verrerie est reprise, le 31 mars 1863, par la société Ladey et Bléchet.
En 1864, Alexandre des Lyons de Noircarme décède ; la verrerie est alors reprise. Le 10 août 1884, la société Ladey et Bléchet devient la société Blechet et Collette puis, le 16 octobre 1886, Bléchet et compagnie. En avril 1887, la verrerie cesse son activité. Elle la reprend en 1893 à la suite de la création de la SA Verrerie et Cristallerie d'Arcques, le 19 novembre 1892.
Cette verrerie est désormais devenue Arc International.